# Brera Tchumene FC
Der Brera Tchumene Football Club ist ein mosambikanischer Fußballverein mit Sitz in Matola, am Stadtrand von Maputo. Der Verein wurde am 20. März 2023 von Brera Holdings gegründet und spielt derzeit in der Moçambola, der höchsten Spielklasse des Landes.

## Geschichte
Im März 2023 kündigte Brera Holdings die Gründung eines neuen Fußballvereins in Mosambik an. Dies markiert den vierten Profifußballverein im Portfolio von Brera. Seit dem Jahr 2000 ist Brera Calcio in Italien aktiv, und nach der Übernahme von Akademija Pandev in Nordmazedonien im Januar 2023 wurde der FK AP Brera Strumica gegründet. Die jüngste Ergänzung erfolgte im September 2023 mit Brera Ilch aus der Mongolei. Das Ziel von Brera Holdings PLC ist es, sein Geschäft im sozialen Fußballbereich auszubauen, indem ein globales Portfolio von aufstrebenden Fußball- und anderen Sportvereinen entwickelt wird, um erhöhte Möglichkeiten zum Gewinn von Turnierpreisen, Sponsoring und Spenden zu schaffen sowie andere professionelle Fußball- und sportbezogene Beratungsdienste anzubieten.
Der Verein spielte zunächst in der Segunda Divisao und qualifizierte sich durch den Gewinn der Divisao II Maputo Provincia für die finalen Aufstiegsrunden der zweiten Liga. Brera Tchumene FC wurde in Gruppe A neben Clube de Gaza, Liga Desportiva de Maputo und FC de Homoine gelost und gewann die Gruppe, ohne einen einzigen Punktverlust. Um den Aufstieg in die Moçambola zu sichern, musste Brera Tchumene FC gegen den Sieger der Gruppe B, Desportivo da Matola, antreten. Der Verein siegte in diesem entscheidenden Spiel 1:0 und erreichte den Aufstieg in die höchste mosambikanische Fußballliga nur ein Jahr nach seiner Gründung.

## Stadion
Brera Tchumene FC teilte sich das Estádio da Matola mit Atlético Muculmano da Matola und dem Erstligisten Ass. Black Bulls. Das Stadion bietet Platz für 3000 Zuschauer. 2024 wechselte der Verein ins Complexo Desportivo de Tchumene, mit einer Kapazität von 1500 Zuschauern.

## Ligazugehörigkeit
| Saison | Liga                      | Level | Platz |
| ------ | ------------------------- | ----- | ----- |
| 2023   | Segunda Divisão (2. Liga) | 2     | 1. ▲  |
| 2024   | Moçambola                 | 1     | 11.   |

## Pokalhistorie

### Taça de Moçambique (Pokal)
| Saison | Turnier         | Runde           | Gegner          | Ergebnis        |
| ------ | --------------- | --------------- | --------------- | --------------- |
| 2022   | Keine Teilnahme | Keine Teilnahme | Keine Teilnahme | Keine Teilnahme |
| 2023   | Keine Teilnahme | Keine Teilnahme | Keine Teilnahme | Keine Teilnahme |
| 2024   | Qualifiziert    | Qualifiziert    | Qualifiziert    | Qualifiziert    |

Stand: April 2024

### Taca de Mocambique Maputo Provincia (Regionalpokal)
| Saison | Turnier                                     | Runde           | Gegner                  | Ergebnis        |
| ------ | ------------------------------------------- | --------------- | ----------------------- | --------------- |
| 2022   | Keine Teilnahme                             | Keine Teilnahme | Keine Teilnahme         | Keine Teilnahme |
| 2023   | Futebol Taca de Mocambique Maputo Provincia | 2. Runde        | GD Incomáti de Xinavane | 1:1 (6:7 n. E.) |
| 2023   | Futebol Taca de Mocambique Maputo Provincia | 1. Runde        | Atletico de Marracuene  | 7:0             |
| 2024   | Futebol Taca de Mocambique Maputo Provincia |                 |                         |                 |